# Martin Beck Award
Martin Beck Award – nagroda literacka, przyznawana przez Szwedzką Akademię Twórców Literatury Kryminalnej (szw. Svenska Deckarakademin) dla najlepszej zagranicznej powieści kryminalnej przetłumaczonej na język szwedzki. Nazwa nagrody nawiązuje do postaci Martina Becka, który był głównym bohaterem powieści kryminalnych tandemu Sjöwall i Wahlöö. Od 2009 nagroda nosi nazwę: „Den Gyllene Kofoten”.

## 2010-
- 2014 – Jørn Lier Horst, Psy myśliwskie, (Jakthundene, Norwegia, 2012)
- 2013 – Dror Mishani(inne języki) – Dror Mishani, (Izrael, 2011)
- 2012 – Peter Robinson – Before the poisen (Kanada, 2011)
- 2011 – Denise Mina, The end of the wasp season, (Szkocja, 2010)
- 2010 – Deon Meyer, Devils Peak, (Republika Południowej Afryki, 2004)

## 2000–2009
- 2009 – Andrew Taylor – Det blödande hjärtat (oryg. ang. Bleeding Heart Square, Wielka Brytania 2008)
- 2008 – Andrea Maria Schenkel – Mordbyn (oryg. niem. Tannöd, Niemcy 2006, pol. wyd. pt. Dom na pustkowiu)
- 2007 – Thomas H. Cook, Red Leaves, (USA, 2005)
- 2006 – Philippe Claudel(inne języki), Grey Souls, (Les Âmes Grises, Francja, 2003)
- 2002 – Karin Fossum, Black Seconds, (Svarte sekunder, Norwegia, 2002)
- 2005 – Arnaldur Indriðason, Röddin (Islandia, 2002)
- 2004 – Alexander McCall Smith, Kobieca Agencja Detektywistyczna Nr 1, (Wielka Brytania, 1998)
- 2003 – Ben Elton, Dead Famous, (Wielka Brytania, 2001)
- 2001 – Peter Robinson, In a Dry Season, (USA, 1999)
- 2000 – Thomas H. Cook, The Chatham School Affair, (USA, 1996)

## 1990–1999
- 1999 – Iain Pears(inne języki), An Instance of the Fingerpost, (Wielka Brytania, 1997)
- 1998 – Mary Willis Walker(inne języki), Under the Beetle's Cellar, (USA, 1995)
- 1997 – Barry Unsworth, Morality Play, (Wielka Brytania, 1995)
- 1996 – David Guterson, Cedry pod śniegiem, (Wielka Brytania, 1994)
- 1995 – Scott Smith, A Simple Plan, (USA, 1993)
- 1994 – Maarten ’t Hart, Het Woeden der Gehele Wereld, (Holandia, 1993)
- 1993 – Tim Krabbé, The Golden Egg, (Het gouden ei, Holandia, 1984)
- 1992 – Manuel Vázquez Montalbán, Morza południowe, (Los mares del Sur, Hiszpania, 1979)
- 1991 – Doris Gercke(inne języki), Weinschröter, du musst hängen, (Weinschröter, du musst hängen, Niemcy, 1988)
- 1990 – Ross Thomas(inne języki), Chinaman's Chance, (USA, 1978)

## 1980–1989
- 1989 – Anders Bodelsen, Mørklægning, (Dania, 1988)
- 1988 – Scott Turow, Presumed Innocent, (USA, 1987)
- 1987 – Matti Yrjänä Joensuu, Harjunpää and the Tormentors, (Harjunpää ja kiusantekijät, Harjunpää i chuligani, Finlandia, 1986)
- 1986 – John le Carré, Szpieg doskonały, (Wielka Brytania, 1986)
- 1985 – Elmore Leonard, LaBrava, (USA, 1983)
- 1984 – Len Deighton, Berlin Game, (Wielka Brytania, 1983)
- 1983 – Pierre Magnan(inne języki), Death in the Truffle Wood, (Le Commissaire dans la truffière, Francja, 1978)
- 1982 – Margaret Yorke, The Scent of Fear, (Wielka Brytania, 1980)
- 1981 – Sébastien Japrisot, One Deadly Summer, (L'Été meurtrier, Francja, 1977)
- 1980 – Ruth Rendell, Make Death Love Me, (Wielka Brytania, 1979)

## 1971–1979
- 1979 – Brian Garfield(inne języki), Recoil, (USA, 1977)
- 1978 – Anthony Price(inne języki), Other Paths to Glory, (Wielka Brytania, 1974)
- 1977 – Leslie Thomas(inne języki), Dangerous Davies: The Last Detective, (Wielka Brytania, 1976)
- 1976 – John Franklin Bardin(inne języki), The Last of Philip Banter, (USA, 1947) and Devil Take The Blue-Tail Fly, (Wielka Brytania, 1948)
- 1975 – Cornell Woolrich(inne języki), Rendezvous in Black,  (USA, 1948)
- 1974 – Francis Iles(inne języki), Malice Aforethought,  (Wielka Brytania, 1931)
- 1973 – Richard Neely(inne języki), The Walter Syndrome,  (USA, 1970)
- 1972 – Frederick Forsyth, Dzień Szakala,  (Wielka Brytania, 1971)
- 1971 – Julian Symons, The 31st February,  (Wielka Brytania, 1950)